# Scleronycteris ega
Scleronycteris ega — вид родини листконосові (Phyllostomidae), ссавець ряду лиликоподібні (Vespertilioniformes, seu Chiroptera).

## Морфологічні особливості
Виміри типового зразка, дорослої самиці, були такими: довжина голови і тіла 57 мм, довжина передпліччя 35 мм, довжина хвоста 6 мм. Спинна частина чорнувато-коричневого кольору, черевна частина світло-коричнева. Писок подовжений, язик довгий і розширюваний. Вуха відносно короткі й відокремлені. Зубна формула: 2/0, 1/1, 2/3, 3/3 = 30.

## Екологія
Поживою, ймовірно, є фрукти, пилок, нектар і комахи.

## Середовище проживання
Країни поширення: Бразилія, Венесуела. Живе поблизу річок у тропічних вічнозелених лісах близько 135 метрів над рівнем моря.